# Lecapeni

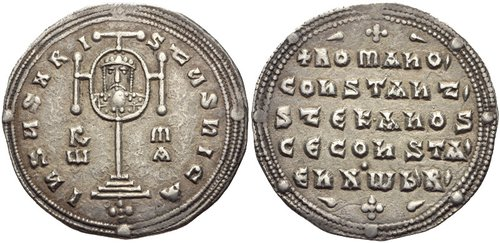
Un miliaresion databile dal 931 al 944, recante sul dritto il busto di Romano I Lecapeno all'interno di una croce e sul rovescio i nomi di Romano I e dei suoi co-imperatori: Costantino VII Porfirogenito, Stefano Lecapeno e Costantino Lecapeno.

I Lecapeni o Lacapeni (sing. Lecapeno o Lacapeno; in greco: sing. Λεκαπηνός o Λακαπηνός, pl. Λεκαπηνοί o Λακαπηνοί; fem. Lecapena o Lacapena; in greco: Λεκαπηνή o Λακαπηνή), furono una preminente famiglia armeno-bizantina. Di umili origini, nel X secolo arrivarono vicini a spodestare la dinastia macedone e a impossessarsi del trono imperiale tramite un'oculata politica matrimoniale.

## Storia
La famiglia fu fondata da Teofilatto, soprannominato Abastaktos (ossia l'"Incontenibile" o l'"Insopportabile"), un contadino armeno che salvò la vita all'imperatore Basilio I il Macedone nell'872 venendo ricompensato con una posizione nella guardia imperiale e con diverse proprietà terriere. Il nome di famiglia deriva dalla località di Lacape (Λακάπη), villaggio dell'Anatolia orientale situato tra Melitene e Samosata, presso la quale si trovavano probabilmente i suddetti territori donati dall'imperatore.
Il figlio di Teofilatto, Romano, divenne ammiraglio della flotta imperiale e, successivamente, imperatore nel 920 grazie al matrimonio tra sua figlia Elena e il legittimo erede al trono Costantino VII, nipote di Basilio I. Romano affidò numerose posizioni importanti nell'impero ai suoi familiari più stretti: i suoi tre figli maggiori, Cristoforo, Stefano e Costantino, divennero in sequenza co-imperatori insieme a Costantino VII; un altro suo figlio, Teofilatto, fu creato patriarca di Costantinopoli; la figlia di Cristoforo, Irene, fu inoltre data in sposa allo zar Pietro I di Bulgaria.
Romano fu deposto dai suoi stessi figli Stefano e Costantino nel dicembre del 944, ma anch'essi furono presto deposti a loro volta da Costantino VII, che divenne il solo e legittimo imperatore. I loro discendenti continuarono a occupare importanti cariche di palazzo nei decenni successivi, su tutti Basilio, figlio illegittimo di Romano, che Costantino VII dapprima nominò protovestiario e in seguito promosse a parakoimomenos, tenendo le fila del potere imperiale fino al 985.
Da questo momento in avanti le fonti menzionanti la famiglia scarseggiano. L'unico Lecapeno di cui si conservi memoria nell'XI secolo è un certo Costantino, noto solo tramite un suo sigillo. L'ultimo membro di rilievo della famiglia fu Giorgio Lecapeno, funzionario e scrittore del XIV secolo.

## Sovrani
- Romano I Lecapeno (Ρωμανός A') (870–948, ruled 919–944) – suocero di Costantino VII; de iure basileopatore, de facto imperatore. Deposto dai suoi figli e rinchiuso in monastero.
  - Cristoforo Lecapeno – figlio di Romano I; co-imperatore (921–931)
  - Stefano Lecapeno – figlio di Romano I; co-imperatore (924–945)
  - Costantino Lecapeno – figlio di Romano I; co-imperatore (924–945)

### Discendenza matrilineare
- Romano II (Ρωμανός Β') (938–963, imperatore 959–963) – figlio di Costantino VII ed Elena Lecapena
- Basilio II (Βασίλειος Β') (958–1025, imperatore 976–1025) – figlio di Romano II
- Costantino VIII (Κωνσταντῖνος Η') (960-1028, imperatore 1025–1028) – figlio di Romano II; co-imperatore con Basilio II, unico imperatore dopo la morte del fratello
  - Zoe Porfirogenita (Ζωή) (c. 978–1050, imperatrice 1028–1050) – figlia di Costantino VIII
  - Teodora Porfirogenita (Θεοδώρα) (980–1056, imperatrice 1042) – figlia di Costantino VIII, co-imperatrice con Zoe

## Albero genealogico
Albero genealogico della discendenza legittima dei Lecapeni:
|                                   |                                   |                                   |                                   |                                   |                                   |  |  |                                                                               |                                                                               |                                                                               |                                                                               |                                                                               |                                                                               |  |  |                         |                         |                         |                         | Teofilatto Abastaktos                           |                                                 |                                                 |                                                 |                                                 |                                                 |                                        |                                        |                                                   |                                                   |                                                   |                                                   |                                                   |                                                   |                                |                                |                                |                                |                          |                          |                          |                          |  |  |                                                        |                                                        |                                                        |                                                        |                                                        |                                                        |             |             |               |               |               |               |                 |                 |                 |                 |                 |                 |             |             |             |             |                                                                    |                                                                    |                                                                    |                                                                    |                                                                    |                                                                    |         |         |
|                                   |                                   |                                   |                                   |                                   |                                   |  |  |                                                                               |                                                                               |                                                                               |                                                                               |                                                                               |                                                                               |  |  |                         |                         |                         |                         |                                                 |                                                 |                                                 |                                                 |                                                 |                                                 |                                        |                                        |                                                   |                                                   |                                                   |                                                   |                                                   |                                                   |                                |                                |                                |                                |                          |                          |                          |                          |  |  |                                                        |                                                        |                                                        |                                                        |                                                        |                                                        |             |             |               |               |               |               |                 |                 |                 |                 |                 |                 |             |             |             |             |                                                                    |                                                                    |                                                                    |                                                                    |                                                                    |                                                                    |         |         |
|                                   |                                   |                                   |                                   |                                   |                                   |  |  |                                                                               |                                                                               |                                                                               |                                                                               |                                                                               |                                                                               |  |  |                         |                         |                         |                         | Romano I Lecapeno (870–948), imperatore 920–944 | Romano I Lecapeno (870–948), imperatore 920–944 | Romano I Lecapeno (870–948), imperatore 920–944 | Romano I Lecapeno (870–948), imperatore 920–944 | Romano I Lecapeno (870–948), imperatore 920–944 | Romano I Lecapeno (870–948), imperatore 920–944 |                                        |                                        | Teodora (†922), Augusta                           | Teodora (†922), Augusta                           | Teodora (†922), Augusta                           | Teodora (†922), Augusta                           | Teodora (†922), Augusta                           | Teodora (†922), Augusta                           |                                |                                |                                |                                |                          |                          |                          |                          |  |  |                                                        |                                                        |                                                        |                                                        |                                                        |                                                        |             |             |               |               |               |               |                 |                 |                 |                 |                 |                 |             |             |             |             |                                                                    |                                                                    |                                                                    |                                                                    |                                                                    |                                                                    |         |         |
|                                   |                                   |                                   |                                   |                                   |                                   |  |  |                                                                               |                                                                               |                                                                               |                                                                               |                                                                               |                                                                               |  |  |                         |                         |                         |                         | Romano I Lecapeno (870–948), imperatore 920–944 | Romano I Lecapeno (870–948), imperatore 920–944 | Romano I Lecapeno (870–948), imperatore 920–944 | Romano I Lecapeno (870–948), imperatore 920–944 | Romano I Lecapeno (870–948), imperatore 920–944 | Romano I Lecapeno (870–948), imperatore 920–944 |                                        |                                        | Teodora (†922), Augusta                           | Teodora (†922), Augusta                           | Teodora (†922), Augusta                           | Teodora (†922), Augusta                           | Teodora (†922), Augusta                           | Teodora (†922), Augusta                           |                                |                                |                                |                                |                          |                          |                          |                          |  |  |                                                        |                                                        |                                                        |                                                        |                                                        |                                                        |             |             |               |               |               |               |                 |                 |                 |                 |                 |                 |             |             |             |             |                                                                    |                                                                    |                                                                    |                                                                    |                                                                    |                                                                    |         |         |
|                                   |                                   |                                   |                                   |                                   |                                   |  |  |                                                                               |                                                                               |                                                                               |                                                                               |                                                                               |                                                                               |  |  |                         |                         |                         |                         |                                                 |                                                 |                                                 |                                                 |                                                 |                                                 |                                        |                                        |                                                   |                                                   |                                                   |                                                   |                                                   |                                                   |                                |                                |                                |                                |                          |                          |                          |                          |  |  |                                                        |                                                        |                                                        |                                                        |                                                        |                                                        |             |             |               |               |               |               |                 |                 |                 |                 |                 |                 |             |             |             |             |                                                                    |                                                                    |                                                                    |                                                                    |                                                                    |                                                                    |         |         |
|                                   |                                   |                                   |                                   |                                   |                                   |  |  |                                                                               |                                                                               |                                                                               |                                                                               |                                                                               |                                                                               |  |  |                         |                         |                         |                         |                                                 |                                                 |                                                 |                                                 |                                                 |                                                 |                                        |                                        |                                                   |                                                   |                                                   |                                                   |                                                   |                                                   |                                |                                |                                |                                |                          |                          |                          |                          |  |  |                                                        |                                                        |                                                        |                                                        |                                                        |                                                        |             |             |               |               |               |               |                 |                 |                 |                 |                 |                 |             |             |             |             |                                                                    |                                                                    |                                                                    |                                                                    |                                                                    |                                                                    |         |         |
|                                   |                                   |                                   |                                   |                                   |                                   |  |  | Cristoforo Lecapeno (†931), co-imperatore 921–931                             | Cristoforo Lecapeno (†931), co-imperatore 921–931                             | Cristoforo Lecapeno (†931), co-imperatore 921–931                             | Cristoforo Lecapeno (†931), co-imperatore 921–931                             | Cristoforo Lecapeno (†931), co-imperatore 921–931                             | Cristoforo Lecapeno (†931), co-imperatore 921–931                             |  |  | Sofia, figlia di Niceta | Sofia, figlia di Niceta | Sofia, figlia di Niceta | Sofia, figlia di Niceta | Sofia, figlia di Niceta                         | Sofia, figlia di Niceta                         |                                                 |                                                 |                                                 |                                                 |                                        |                                        | Stefano Lecapeno (910–963), co-imperatore 924–945 | Stefano Lecapeno (910–963), co-imperatore 924–945 | Stefano Lecapeno (910–963), co-imperatore 924–945 | Stefano Lecapeno (910–963), co-imperatore 924–945 | Stefano Lecapeno (910–963), co-imperatore 924–945 | Stefano Lecapeno (910–963), co-imperatore 924–945 |                                |                                | Anna Gabalaina, Augusta        | Anna Gabalaina, Augusta        | Anna Gabalaina, Augusta  | Anna Gabalaina, Augusta  | Anna Gabalaina, Augusta  | Anna Gabalaina, Augusta  |  |  |                                                        |                                                        |                                                        |                                                        | NN Lecapena                                            | NN Lecapena                                            | NN Lecapena | NN Lecapena | NN Lecapena   | NN Lecapena   |               |               | Romano Saronite | Romano Saronite | Romano Saronite | Romano Saronite | Romano Saronite | Romano Saronite |             |             |             |             | Teofilatto Lecapeno (917–956), patriarca di Costantinopoli 933–956 | Teofilatto Lecapeno (917–956), patriarca di Costantinopoli 933–956 | Teofilatto Lecapeno (917–956), patriarca di Costantinopoli 933–956 | Teofilatto Lecapeno (917–956), patriarca di Costantinopoli 933–956 | Teofilatto Lecapeno (917–956), patriarca di Costantinopoli 933–956 | Teofilatto Lecapeno (917–956), patriarca di Costantinopoli 933–956 |         |         |
|                                   |                                   |                                   |                                   |                                   |                                   |  |  | Cristoforo Lecapeno (†931), co-imperatore 921–931                             | Cristoforo Lecapeno (†931), co-imperatore 921–931                             | Cristoforo Lecapeno (†931), co-imperatore 921–931                             | Cristoforo Lecapeno (†931), co-imperatore 921–931                             | Cristoforo Lecapeno (†931), co-imperatore 921–931                             | Cristoforo Lecapeno (†931), co-imperatore 921–931                             |  |  | Sofia, figlia di Niceta | Sofia, figlia di Niceta | Sofia, figlia di Niceta | Sofia, figlia di Niceta | Sofia, figlia di Niceta                         | Sofia, figlia di Niceta                         |                                                 |                                                 |                                                 |                                                 |                                        |                                        | Stefano Lecapeno (910–963), co-imperatore 924–945 | Stefano Lecapeno (910–963), co-imperatore 924–945 | Stefano Lecapeno (910–963), co-imperatore 924–945 | Stefano Lecapeno (910–963), co-imperatore 924–945 | Stefano Lecapeno (910–963), co-imperatore 924–945 | Stefano Lecapeno (910–963), co-imperatore 924–945 |                                |                                | Anna Gabalaina, Augusta        | Anna Gabalaina, Augusta        | Anna Gabalaina, Augusta  | Anna Gabalaina, Augusta  | Anna Gabalaina, Augusta  | Anna Gabalaina, Augusta  |  |  |                                                        |                                                        |                                                        |                                                        | NN Lecapena                                            | NN Lecapena                                            | NN Lecapena | NN Lecapena | NN Lecapena   | NN Lecapena   |               |               | Romano Saronite | Romano Saronite | Romano Saronite | Romano Saronite | Romano Saronite | Romano Saronite |             |             |             |             | Teofilatto Lecapeno (917–956), patriarca di Costantinopoli 933–956 | Teofilatto Lecapeno (917–956), patriarca di Costantinopoli 933–956 | Teofilatto Lecapeno (917–956), patriarca di Costantinopoli 933–956 | Teofilatto Lecapeno (917–956), patriarca di Costantinopoli 933–956 | Teofilatto Lecapeno (917–956), patriarca di Costantinopoli 933–956 | Teofilatto Lecapeno (917–956), patriarca di Costantinopoli 933–956 |         |         |
|                                   |                                   |                                   |                                   |                                   |                                   |  |  |                                                                               |                                                                               |                                                                               |                                                                               |                                                                               |                                                                               |  |  |                         |                         |                         |                         |                                                 |                                                 |                                                 |                                                 |                                                 |                                                 |                                        |                                        |                                                   |                                                   |                                                   |                                                   |                                                   |                                                   |                                |                                |                                |                                |                          |                          |                          |                          |  |  |                                                        |                                                        |                                                        |                                                        |                                                        |                                                        |             |             |               |               |               |               |                 |                 |                 |                 |                 |                 |             |             |             |             |                                                                    |                                                                    |                                                                    |                                                                    |                                                                    |                                                                    |         |         |
| Elena Lecapena (†961), Augusta    | Elena Lecapena (†961), Augusta    | Elena Lecapena (†961), Augusta    | Elena Lecapena (†961), Augusta    | Elena Lecapena (†961), Augusta    | Elena Lecapena (†961), Augusta    |  |  | Costantino VII (905–959), imperatore 913–920 & 944–959, co-imperatore 920–944 | Costantino VII (905–959), imperatore 913–920 & 944–959, co-imperatore 920–944 | Costantino VII (905–959), imperatore 913–920 & 944–959, co-imperatore 920–944 | Costantino VII (905–959), imperatore 913–920 & 944–959, co-imperatore 920–944 | Costantino VII (905–959), imperatore 913–920 & 944–959, co-imperatore 920–944 | Costantino VII (905–959), imperatore 913–920 & 944–959, co-imperatore 920–944 |  |  |                         |                         |                         |                         | Agata Lecapena                                  | Agata Lecapena                                  | Agata Lecapena                                  | Agata Lecapena                                  | Agata Lecapena                                  | Agata Lecapena                                  |                                        |                                        | Romano Argiro                                     | Romano Argiro                                     | Romano Argiro                                     | Romano Argiro                                     | Romano Argiro                                     | Romano Argiro                                     |                                |                                | Elena, figlia di Adriano       | Elena, figlia di Adriano       | Elena, figlia di Adriano | Elena, figlia di Adriano | Elena, figlia di Adriano | Elena, figlia di Adriano |  |  | Costantino Lecapeno (912–946), co-imperatore 924–945   | Costantino Lecapeno (912–946), co-imperatore 924–945   | Costantino Lecapeno (912–946), co-imperatore 924–945   | Costantino Lecapeno (912–946), co-imperatore 924–945   | Costantino Lecapeno (912–946), co-imperatore 924–945   | Costantino Lecapeno (912–946), co-imperatore 924–945   |             |             | Teofano Mamas | Teofano Mamas | Teofano Mamas | Teofano Mamas | Teofano Mamas   | Teofano Mamas   |                 |                 | NN Lecapena     | NN Lecapena     | NN Lecapena | NN Lecapena | NN Lecapena | NN Lecapena |                                                                    |                                                                    | Mousele                                                            | Mousele                                                            | Mousele                                                            | Mousele                                                            | Mousele | Mousele |
| Elena Lecapena (†961), Augusta    | Elena Lecapena (†961), Augusta    | Elena Lecapena (†961), Augusta    | Elena Lecapena (†961), Augusta    | Elena Lecapena (†961), Augusta    | Elena Lecapena (†961), Augusta    |  |  | Costantino VII (905–959), imperatore 913–920 & 944–959, co-imperatore 920–944 | Costantino VII (905–959), imperatore 913–920 & 944–959, co-imperatore 920–944 | Costantino VII (905–959), imperatore 913–920 & 944–959, co-imperatore 920–944 | Costantino VII (905–959), imperatore 913–920 & 944–959, co-imperatore 920–944 | Costantino VII (905–959), imperatore 913–920 & 944–959, co-imperatore 920–944 | Costantino VII (905–959), imperatore 913–920 & 944–959, co-imperatore 920–944 |  |  |                         |                         |                         |                         | Agata Lecapena                                  | Agata Lecapena                                  | Agata Lecapena                                  | Agata Lecapena                                  | Agata Lecapena                                  | Agata Lecapena                                  |                                        |                                        | Romano Argiro                                     | Romano Argiro                                     | Romano Argiro                                     | Romano Argiro                                     | Romano Argiro                                     | Romano Argiro                                     |                                |                                | Elena, figlia di Adriano       | Elena, figlia di Adriano       | Elena, figlia di Adriano | Elena, figlia di Adriano | Elena, figlia di Adriano | Elena, figlia di Adriano |  |  | Costantino Lecapeno (912–946), co-imperatore 924–945   | Costantino Lecapeno (912–946), co-imperatore 924–945   | Costantino Lecapeno (912–946), co-imperatore 924–945   | Costantino Lecapeno (912–946), co-imperatore 924–945   | Costantino Lecapeno (912–946), co-imperatore 924–945   | Costantino Lecapeno (912–946), co-imperatore 924–945   |             |             | Teofano Mamas | Teofano Mamas | Teofano Mamas | Teofano Mamas | Teofano Mamas   | Teofano Mamas   |                 |                 | NN Lecapena     | NN Lecapena     | NN Lecapena | NN Lecapena | NN Lecapena | NN Lecapena |                                                                    |                                                                    | Mousele                                                            | Mousele                                                            | Mousele                                                            | Mousele                                                            | Mousele | Mousele |
|                                   |                                   |                                   |                                   |                                   |                                   |  |  |                                                                               |                                                                               |                                                                               |                                                                               |                                                                               |                                                                               |  |  |                         |                         |                         |                         |                                                 |                                                 |                                                 |                                                 |                                                 |                                                 |                                        |                                        |                                                   |                                                   |                                                   |                                                   |                                                   |                                                   |                                |                                |                                |                                |                          |                          |                          |                          |  |  |                                                        |                                                        |                                                        |                                                        |                                                        |                                                        |             |             |               |               |               |               |                 |                 |                 |                 |                 |                 |             |             |             |             |                                                                    |                                                                    |                                                                    |                                                                    |                                                                    |                                                                    |         |         |
|                                   |                                   |                                   |                                   |                                   |                                   |  |  |                                                                               |                                                                               |                                                                               |                                                                               |                                                                               |                                                                               |  |  |                         |                         |                         |                         |                                                 |                                                 |                                                 |                                                 |                                                 |                                                 |                                        |                                        |                                                   |                                                   |                                                   |                                                   |                                                   |                                                   |                                |                                |                                |                                |                          |                          |                          |                          |  |  |                                                        |                                                        |                                                        |                                                        |                                                        |                                                        |             |             |               |               |               |               |                 |                 |                 |                 |                 |                 |             |             |             |             |                                                                    |                                                                    |                                                                    |                                                                    |                                                                    |                                                                    |         |         |
|                                   |                                   |                                   |                                   |                                   |                                   |  |  |                                                                               |                                                                               |                                                                               |                                                                               |                                                                               |                                                                               |  |  |                         |                         |                         |                         |                                                 |                                                 |                                                 |                                                 |                                                 |                                                 |                                        |                                        |                                                   |                                                   |                                                   |                                                   |                                                   |                                                   |                                |                                |                                |                                |                          |                          |                          |                          |  |  |                                                        |                                                        |                                                        |                                                        |                                                        |                                                        |             |             |               |               |               |               |                 |                 |                 |                 |                 |                 |             |             |             |             |                                                                    |                                                                    |                                                                    |                                                                    |                                                                    |                                                                    |         |         |
| Pietro I, Zar di Bulgaria 927–969 | Pietro I, Zar di Bulgaria 927–969 | Pietro I, Zar di Bulgaria 927–969 | Pietro I, Zar di Bulgaria 927–969 | Pietro I, Zar di Bulgaria 927–969 | Pietro I, Zar di Bulgaria 927–969 |  |  | Irene Lecapena (†966 ca.)                                                     | Irene Lecapena (†966 ca.)                                                     | Irene Lecapena (†966 ca.)                                                     | Irene Lecapena (†966 ca.)                                                     | Irene Lecapena (†966 ca.)                                                     | Irene Lecapena (†966 ca.)                                                     |  |  | Romano Lecapeno         | Romano Lecapeno         | Romano Lecapeno         | Romano Lecapeno         | Romano Lecapeno                                 | Romano Lecapeno                                 |                                                 |                                                 | Michele Lecapeno, magistros e rhaiktor          | Michele Lecapeno, magistros e rhaiktor          | Michele Lecapeno, magistros e rhaiktor | Michele Lecapeno, magistros e rhaiktor | Michele Lecapeno, magistros e rhaiktor            | Michele Lecapeno, magistros e rhaiktor            |                                                   |                                                   | Romano Lecapeno, sebastophoros                    | Romano Lecapeno, sebastophoros                    | Romano Lecapeno, sebastophoros | Romano Lecapeno, sebastophoros | Romano Lecapeno, sebastophoros | Romano Lecapeno, sebastophoros |                          |                          |                          |                          |  |  | Romano Lecapeno, patrikios ed eparca di Costantinopoli | Romano Lecapeno, patrikios ed eparca di Costantinopoli | Romano Lecapeno, patrikios ed eparca di Costantinopoli | Romano Lecapeno, patrikios ed eparca di Costantinopoli | Romano Lecapeno, patrikios ed eparca di Costantinopoli | Romano Lecapeno, patrikios ed eparca di Costantinopoli |             |             |               |               |               |               |                 |                 |                 |                 |                 |                 |             |             |             |             |                                                                    |                                                                    |                                                                    |                                                                    |                                                                    |                                                                    |         |         |
| Pietro I, Zar di Bulgaria 927–969 | Pietro I, Zar di Bulgaria 927–969 | Pietro I, Zar di Bulgaria 927–969 | Pietro I, Zar di Bulgaria 927–969 | Pietro I, Zar di Bulgaria 927–969 | Pietro I, Zar di Bulgaria 927–969 |  |  | Irene Lecapena (†966 ca.)                                                     | Irene Lecapena (†966 ca.)                                                     | Irene Lecapena (†966 ca.)                                                     | Irene Lecapena (†966 ca.)                                                     | Irene Lecapena (†966 ca.)                                                     | Irene Lecapena (†966 ca.)                                                     |  |  | Romano Lecapeno         | Romano Lecapeno         | Romano Lecapeno         | Romano Lecapeno         | Romano Lecapeno                                 | Romano Lecapeno                                 |                                                 |                                                 | Michele Lecapeno, magistros e rhaiktor          | Michele Lecapeno, magistros e rhaiktor          | Michele Lecapeno, magistros e rhaiktor | Michele Lecapeno, magistros e rhaiktor | Michele Lecapeno, magistros e rhaiktor            | Michele Lecapeno, magistros e rhaiktor            |                                                   |                                                   | Romano Lecapeno, sebastophoros                    | Romano Lecapeno, sebastophoros                    | Romano Lecapeno, sebastophoros | Romano Lecapeno, sebastophoros | Romano Lecapeno, sebastophoros | Romano Lecapeno, sebastophoros |                          |                          |                          |                          |  |  | Romano Lecapeno, patrikios ed eparca di Costantinopoli | Romano Lecapeno, patrikios ed eparca di Costantinopoli | Romano Lecapeno, patrikios ed eparca di Costantinopoli | Romano Lecapeno, patrikios ed eparca di Costantinopoli | Romano Lecapeno, patrikios ed eparca di Costantinopoli | Romano Lecapeno, patrikios ed eparca di Costantinopoli |             |             |               |               |               |               |                 |                 |                 |                 |                 |                 |             |             |             |             |                                                                    |                                                                    |                                                                    |                                                                    |                                                                    |                                                                    |         |         |